# View-Master Interactive Vision
View-Master Interactive Vision es una mezcla de consola que interactúa con películas de formato VHS interactivo,  se empezó a fabricar en 1988 y lanzado en los EE. UU. en 1989 por View-Master Ideal Group, Inc.  El lema es "the Two-Way Television System that makes you a part of the show!" Los juegos son educativos  de shows infantiles como de Barrio Sésamo, dos juegos con personajes de The Muppet Show y un juego de Disney, Disney's Cartoon Arcade .

## Jugabilidad
El sistema estaba equipado con un control simple que incluía un joystick y cinco botones coloridos. También se requiere un videocasetera y cintas VHS a las que la consola agregará gráficos por encima a modo de overlay,  A medida que se reproduce el vídeo, los personajes se dirigen directamente al jugador y le piden que haga una elección presionando uno de los botones. A lo largo del video se juegan videojuegos sencillos en secuencia con gráficos similares a los de ColecoVision .El juego de Disney está basado en una jugabilidad de estilo arcade, que incluye luchar contra fantasmas y echar carbón a una chimenea. 
el VHS es mono para almacenar diferentes bandas sonoras y la videocasetera se tiene que conectar a la consola y la consola a la televisión para hacer una superposición que se superponen al vídeo para hacer mas interactivos los videos. A medida que se juega, aparecen diferentes audios y gráficos en respuesta a las interacciones del jugador con el video. Por ejemplo, al final del juego Muppet Madness, Kermit the Frog y Gonzo le piden al jugador que elija escuchar la canción de cierre desde su punto de vista. En la versión de Kermit, los Muppets cantan un número de cierre llamado "¡Todo fue maravilloso!". En la versión de Gonzo, el número de cierre es "¡Todo fue terrible!". De igual manera, un programa de los Muppets dentro del juego puede ser una serie de ciencia ficción o una telenovela, dependiendo de la banda sonora, y la canción cómica de Fozzie Bear. 

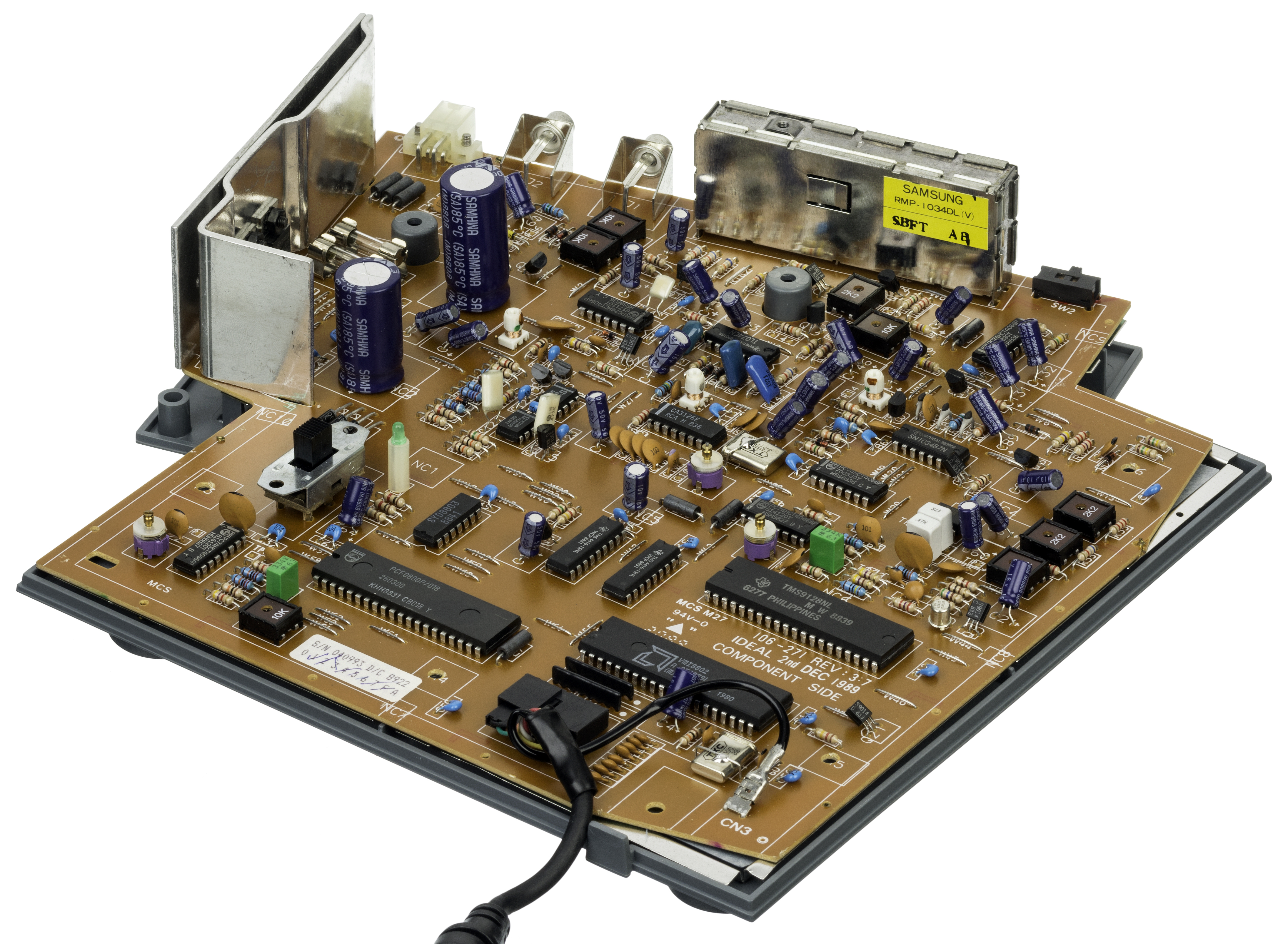
Los componentes internos del sistema

Aunque solo hay una pista lineal para el video, las partes opcionales de la banda sonora están diseñadas para adaptarse al movimiento de las bocas de los Muppets, para crear la ilusión de que el video fue grabado con una sola banda sonora y los gráficos generados digitalmente mejoran aún más la interactividad del video del juego.
En el juego Muppets Studios Presents: You're the Director, Kermit the Frog guía al jugador a través del proceso de creación de una película de los Muppets . El jugador puede elegir ser el director "bueno" o el director "mal". Durante el juego, se le pide al jugador que recoja bolsas de dinero a medida que aparecen en la pantalla. Si el jugador no ha recaudado lo suficiente, la letra de la canción de cierre dice: "Acabamos de hacer algunas películas. ¡Vamos a arruinarnos!".
A diferencia de otros juegos, Disney's Cartoon Arcade es una colección de minijuegos estilo arcade, incluido un juego similar a  Frogger en el que  controlas a Mickey Mouse para cruzar una autopista muy transitada para llegar a Minnie Mouse. Los minijuegos tienen gráficos similares a los de ColecoVision .

## Juegos
- Sesame Street: Let's Learn to Play Together
- Sesame Street: Magic on Sesame Street
- Sesame Street: Let's Play School
- Sesame Street: Oscar's Letter Party
- Muppet Madness
- Muppet Studios Presents: You're the Director
- Disney's Cartoon Arcade[5] (Utiliza imágenes de varios pantalones cortos animados de Disney teatrales clásicos y los episodios de Ludwig von Drake de Disney's anthology TV series)